# Tigerräka (sötvatten)
Tigerräkan är en dvärgräka som tillhör de äkta räkorna. Den lever helt i sötvatten i bäckar, åar och mindre vattendrag i Kina, men kan förekomma i andra asiatiska länder. De har en god anpassningsförmåga och dess utseende är anpassat utifrån hur det ser ut i deras naturliga omgivning, vilket gör att den finns i en mängd olika färger och mönster. Till exempel så förkekommer röda tigerräkor oftast där det förekommer rött bottenmaterial.
Dessa tigerräkor skall inte förväxlas med de "tigerräkor" som säljs i livsmedelshandeln och på restauranger och liknande. Det senare är ett namn som används i livsmedelshandeln på vissa jätteräkor som inte hör till de äkta räkorna.

## Fortplantning
Det tar cirka 3–5 månader för en tigerräka att bli könsmogen. Som många andra dvärgräkor bildas äggen i nacken på honan. När hon är redo att för befruktning, släpper hon feromoner i vattnet för att signalera sin tillgänglighet för hanarna. Hanarna i tanken blir ofta exalterade, och simmar mycket aktivt när de söker efter källan till feromonerna. Parningen varar ifrån några sekunder upp till en minut. Dagen efter parning vandrar äggen ner från nacken på honan till under buken, normalt är det runt 20–30 stycken. Äggen fläktas med bakbenen av honan i cirka en månad innan de 2 mm stora färdigutvecklade räkynglen kläcks fram. Räkynglen börjar redan efter några timmar att söka föda på egen hand. Det tar runt en vecka efter att honan släppt äggen tills hon är redo för en ny parning.

## Vanlig tigerräka
Den vanliga tigerräkan som är den första framodlade färgen av Caridina cf.cantonensis avlades fram under tidigt 2000-tal. Den har transparent kropp som kan gå i brun, gul och grå ton. Den har kraftigare svarta ränder än den vilda tigerräkan. Det finns de som har oranga ögon och de har alltid de blå generna och vissa räkyngel kommer att bli blå (blå tigerräka).

## Sorter/Variationer
Det kommer hela tiden nya färgvarianter av den här räksorten. Under tidigt 2000-tal började det dyka upp annorlunda tigerräkor med udda färger. Den vildfärgade sorten av tigerräka är den orange eller brunaktiga tigerräkan. Den kommer från södra Kina och var vanlig i handeln under mitten av 90-talet. 

### Svart tigerräka

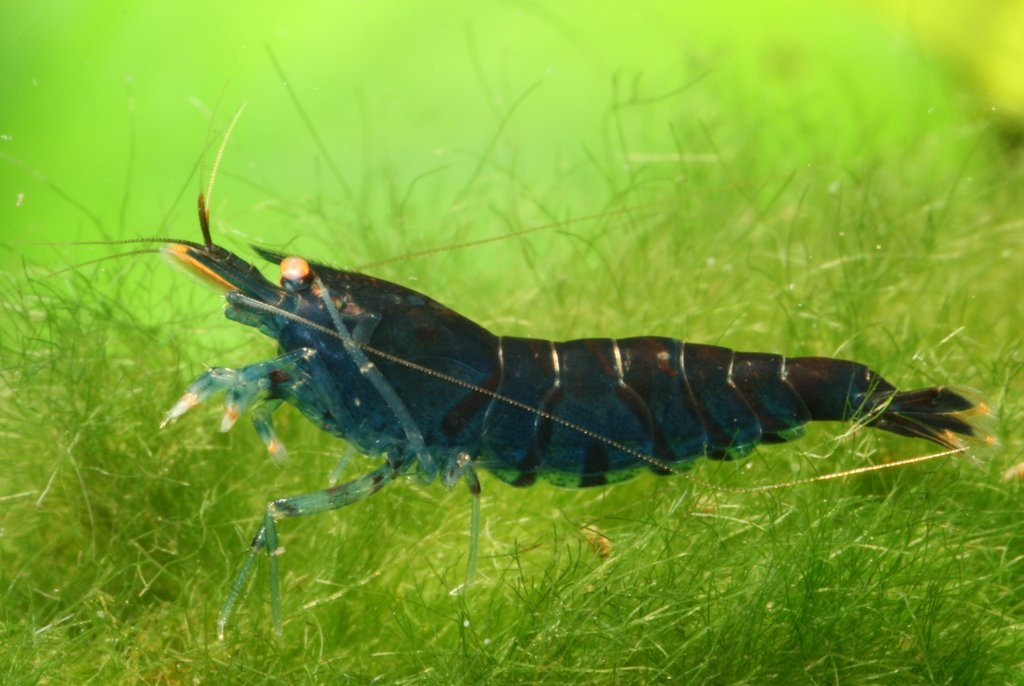
Deep blue tigerräka

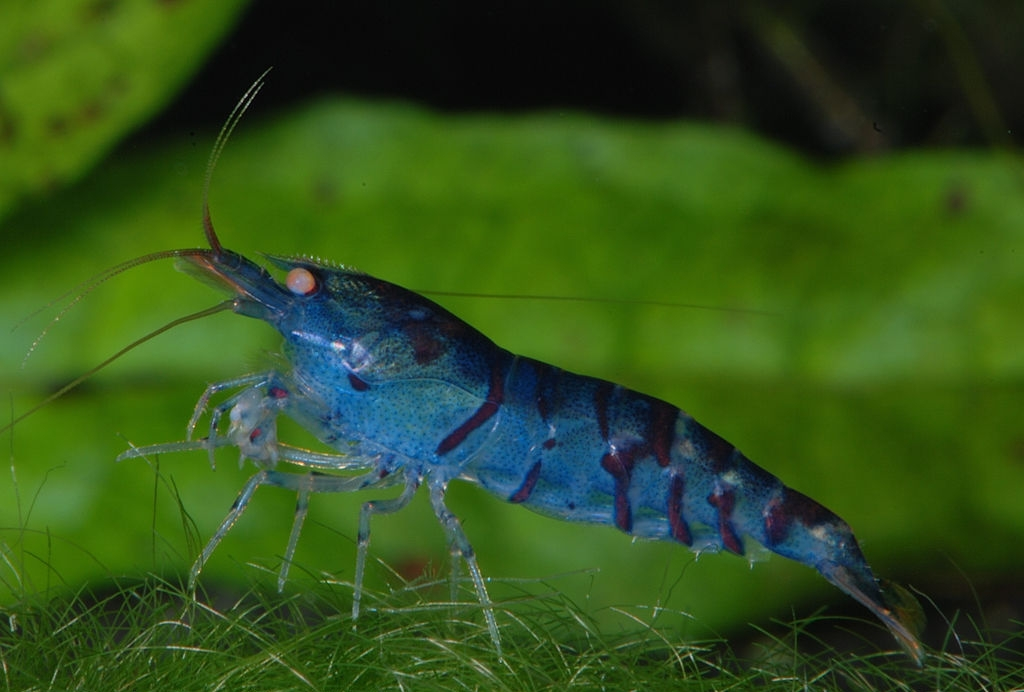
Blå tigerräka

Svarta tigerräkor är frammodlade av den vildfångade tigerräkan, där man försökt få bredare och bredare svarta ränder. Tysken Kai A. Quante var den som odlade fram den svarta tigerräkan. Man kan gradera svarta tigerräkor på två sätt, man kan ange antal procent svart, eller så kan man gå

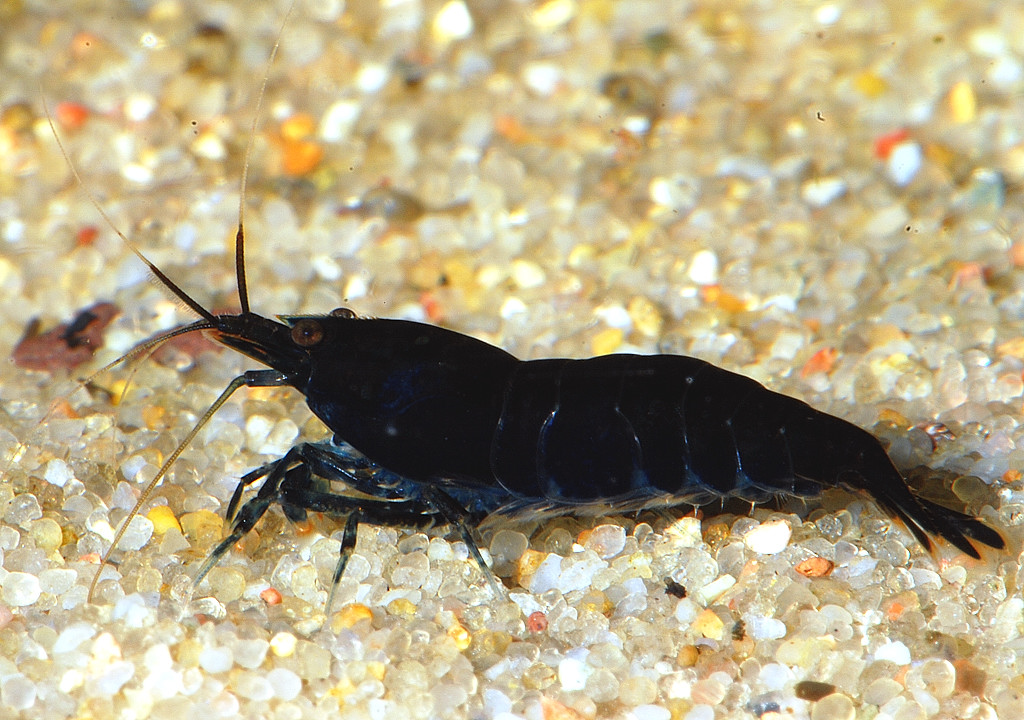
Svart tigerräka

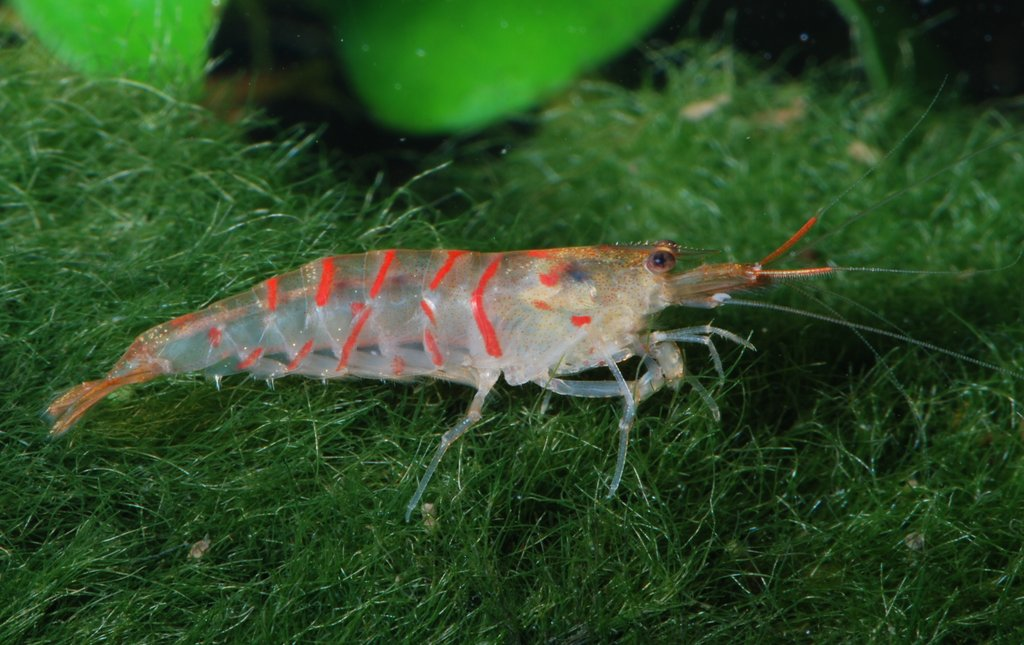
Röd tigerräka

 efter skalan BT0–BT05 då BT0 är mest antal procent svart. Svart tigerräka är uppdelat i två grupper. De finns med "Golden eye/Orange eye" som är en kombination mellan Deep blue tiger och Svart tigerräka och ser mycket mörkare ut med inslag av blått och har ljusa orange färgade ögon. Den stammen med svarta ögon är från Kai A. Quante.

### Blå tigerräka
Blå tigerräka och Deep blue tigerräka är en mutation av den vildfångade tigerräkan. Den odlades fram under 2006 i Tyskland och blev snabbt populär. Stammen har inte hunnit bli stabil än vilket innebär att inte alla avkommor blir blåa. Det finns två stammar, en med orange ögon och en med svarta ögon.

### Gul tigerräka
Gul tigerräka odlades fram 2009 och är mycket instabil. Färgerna på avkomman varierar från gul till vanlig tigerräka. Den blir lite större än de andra tigerräkorna.

### Röd tigerräka
Röd tigerräka hittas vilt i vattendrag i södra Kina. Man tror att färgen är till för att smälta in i sin naturliga miljö, då man har hittat räkan där bottensubstratet är rött.